# Canthon plagiatus
Canthon plagiatus är en skalbaggsart som beskrevs av Edgar von Harold 1880. Canthon plagiatus ingår i släktet Canthon och familjen bladhorningar. Inga underarter finns listade.